# Солонці (Газімуро-Заводський район)
Солонці́ (рос. Солонцы) — село у складі Газімуро-Заводського району Забайкальського краю, Росія. Входить до складу Солонеченського сільського поселення.

## Населення
Населення — 31 особа (2010; 66 у 2002).
Національний склад (станом на 2002 рік):
- росіяни — 100 %